# Ainhofen
Ainhofen ist ein Ortsteil des Marktes Markt Indersdorf, der circa 42 Kilometer nordwestlich von München im oberbayerischen Landkreis Dachau liegt.

## Geschichte

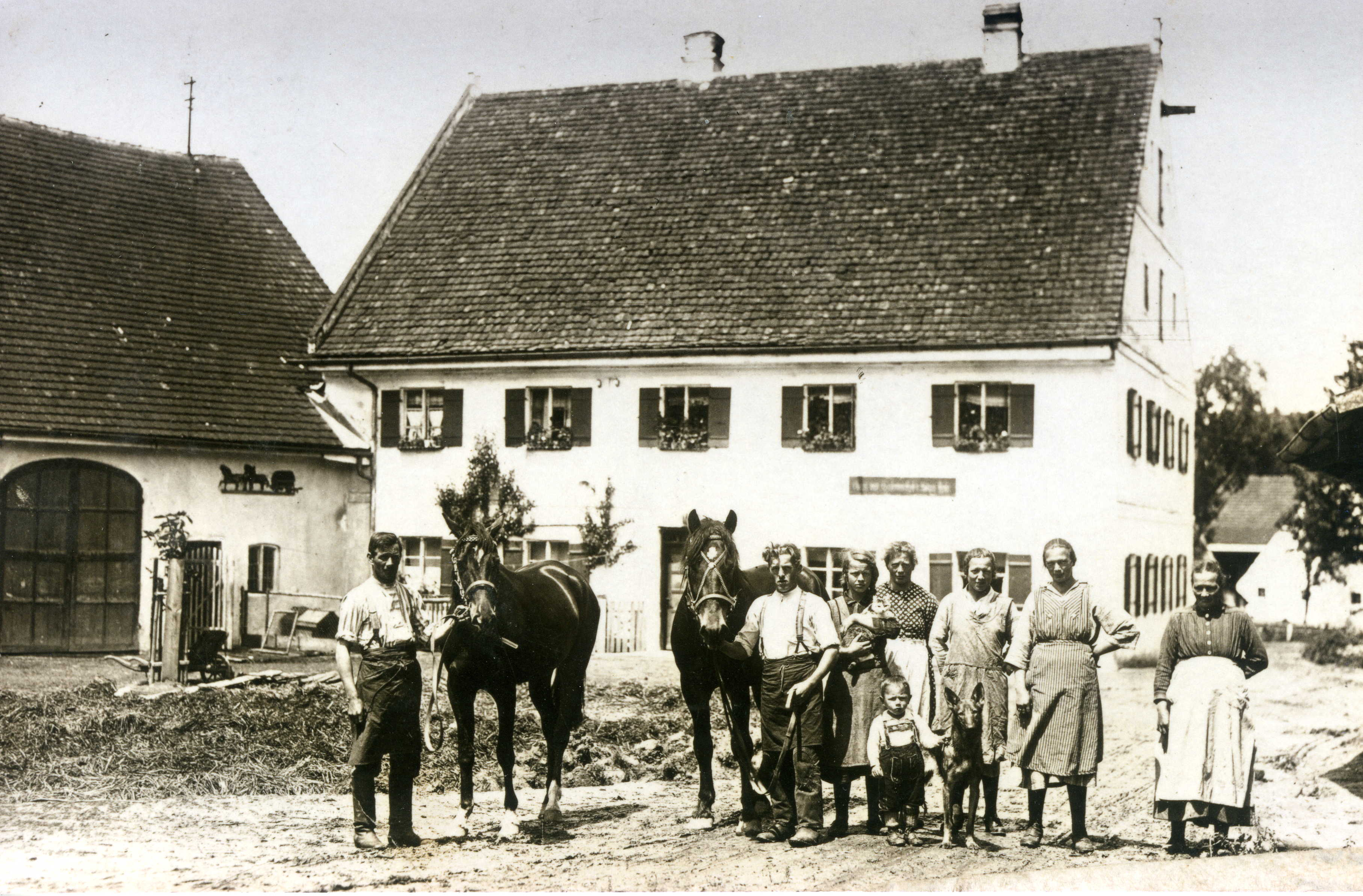
Der „Wirt“, um 1926

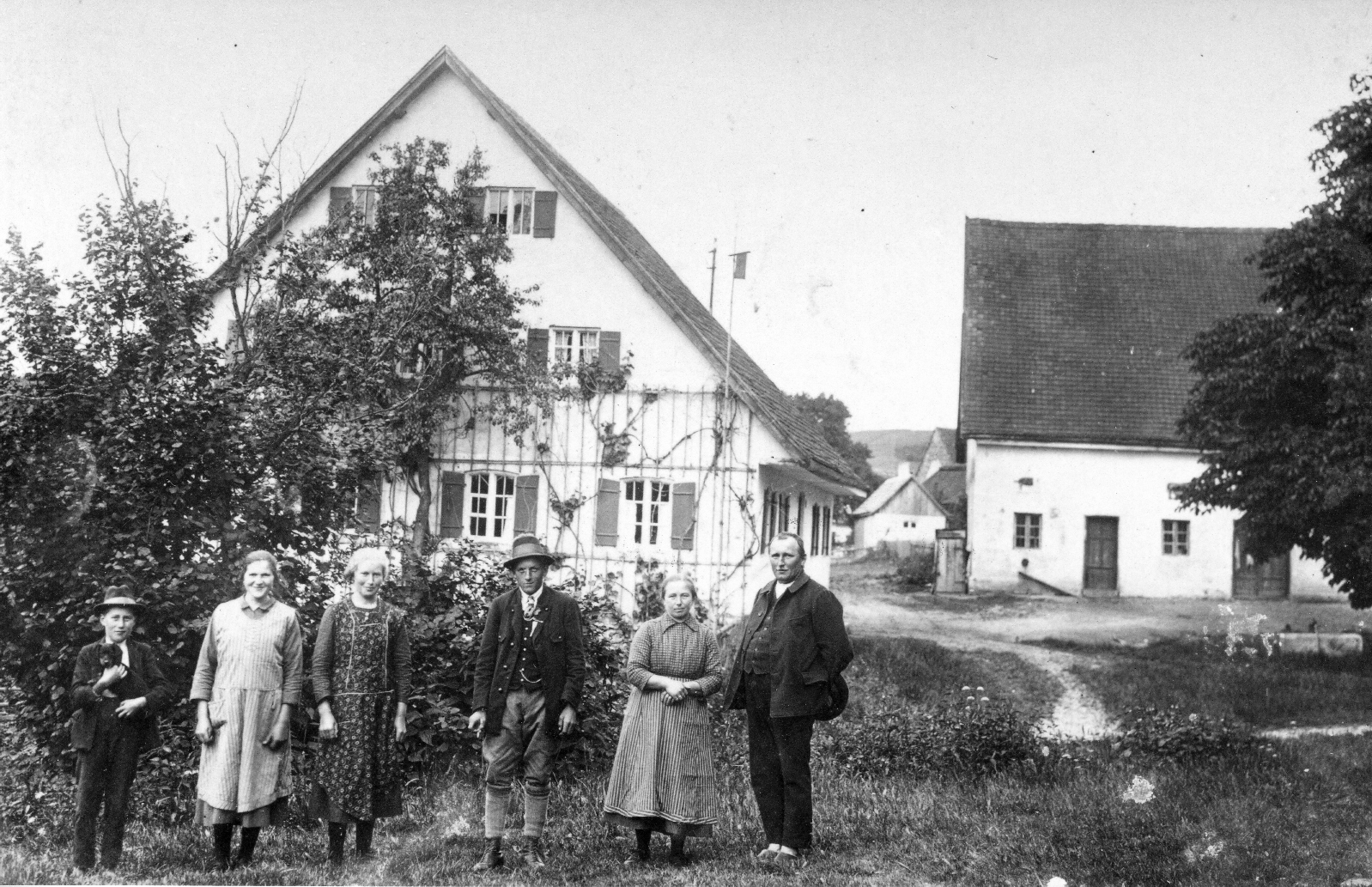
Der „Bachbauer“, um 1930

### Frühgeschichte
Urkundlich erwähnt wurde Ainhofen („Eiinhofa“ bzw. „Höfe des Eio“) zum ersten Mal im Jahre 837 als Kirchdorf, zugehörig der bischöflichen Hofmark Massenhausen. Gründer soll Bischof Ruprecht von Salzburg gewesen sein. Trotz dieser Zugehörigkeit gelang es dem Kloster Indersdorf vor 1229 eine Ortskirche zu errichten und somit Einfluss zu nehmen. Den Indersdorfer Chorherren war besonders an der Förderung einer Marienwallfahrt gelegen, welche sich auf ein Wunder der aus dem 12. Jahrhundert stammenden Marienfigur gründet. Im Dreißigjährigen Krieg wurde Ainhofen ausgeraubt und weitgehend zerstört.
Die Geschichte der einzelnen Häuser in Ainhofen spiegelt wechselnde Einflüsse von weltlicher und kirchlicher Macht wider. Sie unterstanden zwar alle zur Gerichtsbarkeit der Hofmark Massenhausen, es gab aber sehr viele verschiedene Grundherren. Auffallend sind die häufigen Besitzerwechsel.

### 20. Jahrhundert
Entgegen heftigem Widerstand im Gemeinderat bewirkte Bürgermeister Johann Hefele, dass Ainhofen eine eigene Schule bekam, welche weitgehend in Eigenleistung erstellt wurde. Am 1. Oktober 1923 fand der erste Unterricht statt. Ebenfalls in Eigenleistung wurde 1960 ein Freibad von den Mitgliedern des Schwimmvereins erstellt und unter großem Einsatz immer wieder auf dem neuesten Stand gehalten.

## Gemeindegebietsreform
Im Jahr 1950 war Ainhofen mit etwa 1755 Hektar eine der flächenmäßig größten Gemeinden im Landkreis Dachau und hatte in ihren 21 Gemeindeteilen (Ainhofen (Hauptort), Berg, Brunnhof, Edenholzhausen, Edenpfaffenhofen, Eglersried, Erl, Fränking, Grainhof, Gundackersdorf, Hartwigshausen, Kleinschwabhausen, Lanzenried, Neuried, Obergeiersberg, Puch, Stachusried, Tafern, Thann, Untergeiersberg und Weingarten) insgesamt 862 Einwohner. Die Gemeindeteile Brunnhof, Thann und Weingarten wurden 1958 in die Gemeinde Jetzendorf im Landkreis Pfaffenhofen an der Ilm umgegliedert. Im Zuge der Gebietsreform in Bayern wurde die Gemeinde zum Jahresende 1971 aufgelöst und am 1. Januar 1972 in den Markt Markt Indersdorf und die Gemeinde Weichs eingegliedert.  Ainhofen, Berg, Eglersried, Erl, Grainhof, Grundackersdorf, Hartwigshausen, Kleinschwabhausen, Lanzenried, Neuried, Obergeiersberg, Puch, Stachusried, Tafern und Untergeiersberg kamen zu Markt Indersdorf, Edenholzhausen, Edenpfaffenhofen und Fränking kamen zur Gemeinde Weichs.

## Einwohnerentwicklung
Die Zahlen vor 1972 beziehen sich auf die ehemalige Gemeinde:
| Jahr          | 1820 | 1831 | 1868 | 1874 | 1925 | 1933 | 1939 | 1970 | 1987 |
| ------------- | ---- | ---- | ---- | ---- | ---- | ---- | ---- | ---- | ---- |
| Einwohnerzahl | 131  | 150  | 148  | 172  | 708  | 654  | 581  | 531  | 209  |

### Kirche Sankt Maria

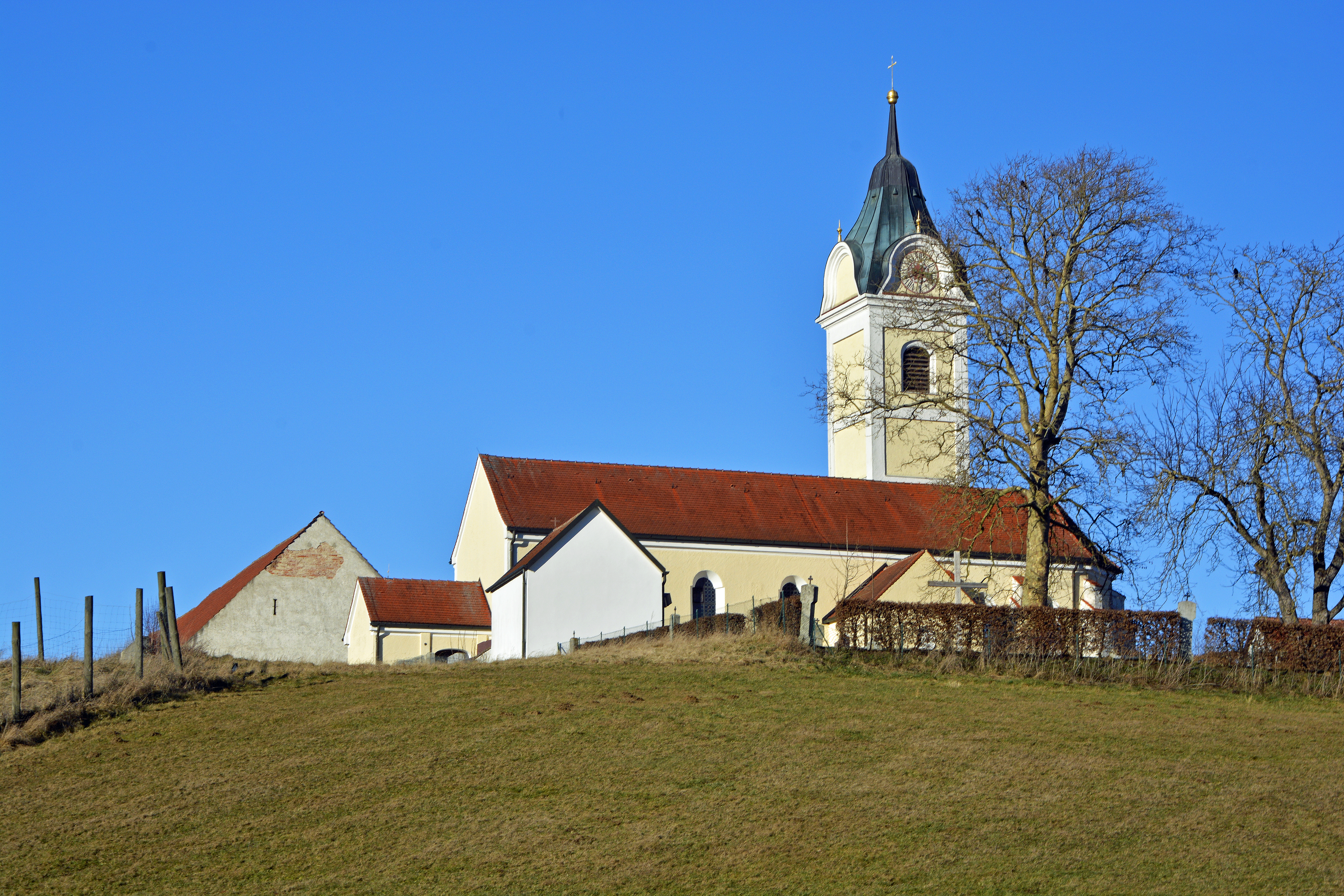
Kirche St. Maria (Ansicht von Süden)

## Baudenkmäler und Sehenswürdigkeiten

### Wallfahrtsort
1515 kam die Wallfahrt in Ainhofen auf. Mittelpunkt war die wundertätige romanische Gnaden-Madonna (die älteste im süddeutschen Raum). Um 1700 wurden jährlich zwei- bis dreihundert Marienwallfahrten abgehalten. Im Jahre 2019 feierte die Ainhofener Wallfahrt 500-jähriges Bestehen.

### Vermeintliches Schloss Ainhofen
Es wurde immer wieder vermutet, dass sich in oder bei Ainhofen ein Schloss Ainhofen befand, es handelt sich dabei aber um das Schloss Maxhofen (Ainhofen) bei Bruckmühl. Die Zugehörigkeit zur Hofmark Massenhausen spricht auch dagegen.

## Sport und Freizeit

### Freibad
In Ainhofen gibt es ein Freibad, das im Umland beliebt ist und sogar von der Nachbargemeinde Jetzendorf gefördert wird. Hier wurde der Film Freibad von Doris Dörrie gedreht.

### Vereine
- VfB Ainhofen („Verein für Bewegungsspiele“) (ggr. 1960)
- Gartenbauverein Ainhofen.